# Octavo día
 (mars 2012).
Si vous disposez d'ouvrages ou d'articles de référence ou si vous connaissez des sites web de qualité traitant du thème abordé ici, merci de compléter l'article en donnant les références utiles à sa vérifiabilité et en les liant à la section « Notes et références ».
Pistes de ¿Dónde están los ladrones?
Inevitable
(5) Que Vuelvas
(7)
Octavo día est une chanson de la chanteuse colombienne Shakira, extraite de son quatrième album studio, ¿Dónde están los ladrones?. Elle a été diffusée en tant que single, à la radio, dans certains pays.

## Critique
Cette chanson était interprétée par Shakira lors de sa tournée 'Tour Anfibio' et 'Tour of the Mongoose'. Lors de cette dernière, sur les écrans retransmettaient une vidéo en noir et blanc de George W. Bush et Saddam Hussein en train jouer aux échecs. Sur scène, quelques musiciens portaient des masques de Richard Nixon et le dictateur cubain Fidel Castro. 
Shakira a voulu exprimer un message plus complexe que se contenter de critiquer la guerre en Irak.
Cependant spectateurs du public ont été troublés par les critiques que la chanson présentait. Le Philadelphia Inquirer, a déclaré qu'il s'agissait d'un spectacle hors du commun, mais le message "que nos dirigeants se dévalorisent" eux-mêmes est réussi.
Au cours de la vidéo de Bush et de Saddam Hussein, ces «personnages» deviennent violent, et commence à jouer avec des armes nucléaires à la place des pièces d'échecs.
Lors d'un concert, Shakira déclara que "les chanteurs pop ne parlaient pas beaucoup de politique mais dans son cas, sa tournée avait une vision politique". 